# Against the Grain (album de Bad Religion)
Pour les articles homonymes, voir Against the Grain.
 (janvier 2017).
Si vous disposez d'ouvrages ou d'articles de référence ou si vous connaissez des sites web de qualité traitant du thème abordé ici, merci de compléter l'article en donnant les références utiles à sa vérifiabilité et en les liant à la section « Notes et références ».
Albums de Bad Religion
No Control
(1989) Generator
(1992)
Against the Grain est le cinquième album du groupe californien de punk rock Bad Religion, sorti en 1990 chez Epitaph. C'est leur dernier album avec le batteur Pete Finestone.

## Liste des titres
| 1.    | Modern Man                           | 1:58 |
| 2.    | Turn On The Light                    | 1:24 |
| 3.    | Get Off                              | 1:43 |
| 4.    | Blenderhead                          | 1:12 |
| 5.    | Positive Aspect Of Negative Thinking | 0:57 |
| 6.    | Anesthesia                           | 3:04 |
| 7.    | Flat Earth Society                   | 2:23 |
| 8.    | Faith Alone                          | 3:40 |
| 9.    | Entropy                              | 2:24 |
| 10.   | Against The Grain                    | 2:09 |
| 11.   | Operation Rescue                     | 2:08 |
| 12.   | God Song                             | 1:38 |
| 13.   | 21st Century (Digital Boy) (en)      | 2:50 |
| 14.   | Misery And Famine                    | 2:35 |
| 15.   | Unacceptable                         | 1:44 |
| 16.   | Quality Or Quantity                  | 1:34 |
| 17.   | Walk Away                            | 1:52 |
| 34:27 |                                      |      |

## Crédits

### Membres du groupe
- Greg Graffin : chant
- Brett Gurewitz : guitare, chœur
- Greg Hetson : guitare
- Jay Bentley (en) : basse
- Pete Finestone (en) : batterie, chœur

### Production
- The Legendary Starbolt : mixage
- Karat Faye : ingénierie
- Eddie Schreyer : masterisation
- Joy Aoki : direction artistique